# Ameerega boehmei
Ameerega boehmei es una especie de anfibio anuro de la familia Dendrobatidae.

## Distribución geográfica
Esta especie es endémica de la provincia de José Miguel de Velasco en el departamento de Santa Cruz de Bolivia. Se encuentra entre los 720 y 800 m sobre el nivel del mar en la Serranía de Santiago y la Serranía de Chochis.

## Etimología
Esta especie lleva el nombre en honor a Wolfgang Böhme.

## Publicación original
- Lötters, Schmitz, Reichle, Rödder & Quennet 2009: Another case of cryptic diversity in poison frogs (Dendrobatidae: Ameerega)description of a new species from Bolivia. Zootaxa, n.º 2028, p. 20-30.[4]